# Junte de Castille-et-León
La Junte de Castille-et-León (en espagnol : Junta de Castilla y León) est l'organe de gouvernement et d'administration de la communauté autonome de Castille-et-León qui exerce le pouvoir exécutif et réglementaire.

## Composition
La Junte de Castille-et-León se compose du président de la Junte de Castille-et-León, d'un ou plusieurs vice-présidents le cas échéant, et d'un maximum de dix conseillers. Recevant le traitement d'« excellence », les vice-présidents et conseillers sont assujettis au même régime d'incompatibilité que celui du président de la Junte.

### Vice-président
Le président de la Junte peut nommer librement un ou plusieurs vice-présidents qui exercent les fonctions attribuées par les lois et règlements et auxquels il peut confier les fonctions qu'il souhaite. Les vice-présidents sont appelés à assurer le remplacement du président de la Junte, si besoin est, dans l'ordre de leur désignation.
Les vice-présidents peuvent également être nommés à la tête d'un département exécutif en tant que conseiller.

### Conseillers
Les conseillers sont titulaires du département exécutif qui leur est attribué par le président de la Junte. Ils sont librement nommés et révoqués par lui. Leur mandat débute avec leur prise de fonction devant le président de la Junte au cours de laquelle une formule de serment est prononcée.

## Attributions
Conformément à l'article 30 du statut d'autonomie et à la loi 3/2001 du gouvernement et de l'administration de la communauté de Castille-et-León, la Junte de Castille-et-León est notamment compétente pour :
- approuver et remettre les projets de loi aux Cortes de Castille-et-León, tout comme solliciter leur retrait ;
- édicter des décrets législatifs ;
- approuver le projet de loi de finances de la communauté autonome ;
- exécuter le budget ;
- adopter les actes réglementaires nécessaires à la mise en œuvre et à l'exécution des lois votées par les Cortes, à la mise en œuvre de la législation nationale lorsque cela est requis et exercer un pouvoir réglementaire général lorsque celui-ci n'est pas attribué au président de la Junte ou aux conseillers ;
- délibérer sur une question de confiance préalablement à son dépôt par le président de la Junte ;
- former des recours d'inconstitutionnalité ou de soulever des conflits de compétences avec l'État ou une autre communauté autonome, soit à la demande des Cortes de Castille-et-León soit de sa propre initiative ;
- approuver la structure organique de l'administration régionale ;
- nommer et révoquer sur proposition du conseiller correspondant les titulaires des postes au moins assimilables au rang de directeur général ;
- exercer toutes les autres compétences ou attributions assignées par le statut d'autonomie et les lois.

## Fin des fonctions
Les fonctions de la Junte prennent fin après la tenue des élections aux Cortes de Castille-et-León, en cas de perte de la confiance parlementaire ou lorsque le mandat de son président prend fin. Le gouvernement exerce alors l'intérim et la gestion des affaires courantes jusqu'à la nomination des nouveaux conseillers. Le gouvernement sortant ne peut en aucun cas approuver un projet de loi de finances ni déposer un projet de loi sur le bureau des Cortes.
Les fonctions des vice-présidents et conseillers prennent également fin en cas de démission acceptée par le président, de révocation librement décidée par celui-ci, de mort ou d'incapacité judiciairement et définitivement déclarée. En cas d'absence, de vacance ou de maladie, les vice-présidents et conseillers sont remplacés temporairement par un autre membre de la Junte désigné par le président de celle-ci.

## Fonctionnement
Les membres de la Junte de Castille-et-León se réunissent soit en conseil de gouvernement soit sous la forme de commissions déléguées permanentes ou temporaires se réunissant sur des sujets transversaux ou thématiques. Le conseil de gouvernement est réuni périodiquement à l'initiative de son président. Les décisions sont valablement adoptées si le président, ou la personne légalement habilitée à le remplacer, ainsi qu'au moins la moitié des conseillers sont présents. La Junte de Castille-et-León est régie par le principe de collégialité. Un compte-rendu des réunions du conseil de gouvernement est dressé par le secrétaire de la Junte, nommé par le président ; en son absence, le conseiller le plus jeune assure cette fonction. Le président de la Junte peut nommer un porte-parole de la Junte qui, s'il n'est pas déjà conseiller, assiste aux séances et doit maintenir le secret des délibérations. Une commission réunissant les secrétaires généraux des différents départements exécutifs assiste le conseil de gouvernement dans la préparation des points soumis à l'ordre du jour du conseil.
Le président et la Junte de Castille-et-León sont solidairement responsables devant les Cortes de Castille-et-León. Les conseillers sont directement responsables de leur gestion à la tête du département exécutif qui leur est confié.